# Salix petiolaris
Salix petiolaris — вид квіткових рослин із родини вербових (Salicaceae).

## Морфологічна характеристика
Це рослина 1–6 метрів заввишки. Гілки червоно-коричневі чи фіолетові, не чи слабо сизі, (тьмяні чи злегка блискучі), запушені; гілочки від жовто-зелених до червоно-коричневих, слабо запушені чи помірно густо оксамитові. Листки на ніжках 3–11 мм; найбільша листкова пластина вузько-еліптична, 38–110 × 6–19 мм; краї плоскі чи злегка закручені, цільні, зубчасті чи шиповидно-пилчасті; верхівка від гострої до загостреної; абаксіальна (низ) поверхня сірувата, густо-довго-шовковиста до голої, (волоски білі, іноді також залозисті); адаксіальна поверхня тьмяна чи злегка блискуча, гола чи рідко запушена (волоски білі, іноді також залозисті); молода пластинка помірно щільна, довго-шовковиста, волоски білі, іноді також залозисті. Сережки квітнуть коли з'являється листя: тичинкові 12–29 × 6–17 мм, маточкові 12–39 × 6–18 мм. Коробочка 5–9 мм. 2n = 38. Цвітіння: середина квітня — середина червня.

## Середовище проживання
США (Вісконсин, Вермонт, Південна Дакота, Род-Айленд, Пенсільванія, Огайо, Північна Дакота, Нью-Йорк, Нью-Джерсі, Колорадо, Коннектикут, Іллінойс, Індіана, Айова, Мен, Массачусетс, Мічиган, Міннесота, Міссурі, Монтана, Небраска, Нью-Гемпшир); Канада (Саскачеван, Квебек, о. Принца Едуарда, Онтаріо, Нова Шотландія, Північно-Західні території, Нью-Брансвік, Манітоба, Британська Колумбія, Альберта). Населяє осокові луки, отвори у вологих низьких густих листяних лісах, піщані або торф'янисті вологі прерії, береги озер; 10–2700 метрів.

## Використання
Рослина збирається з дикої природи для місцевого використання як ліки та джерело матеріалів. Культивується в Північній Америці як цінна кошикова верба і як декоративний чагарник.

## Галерея

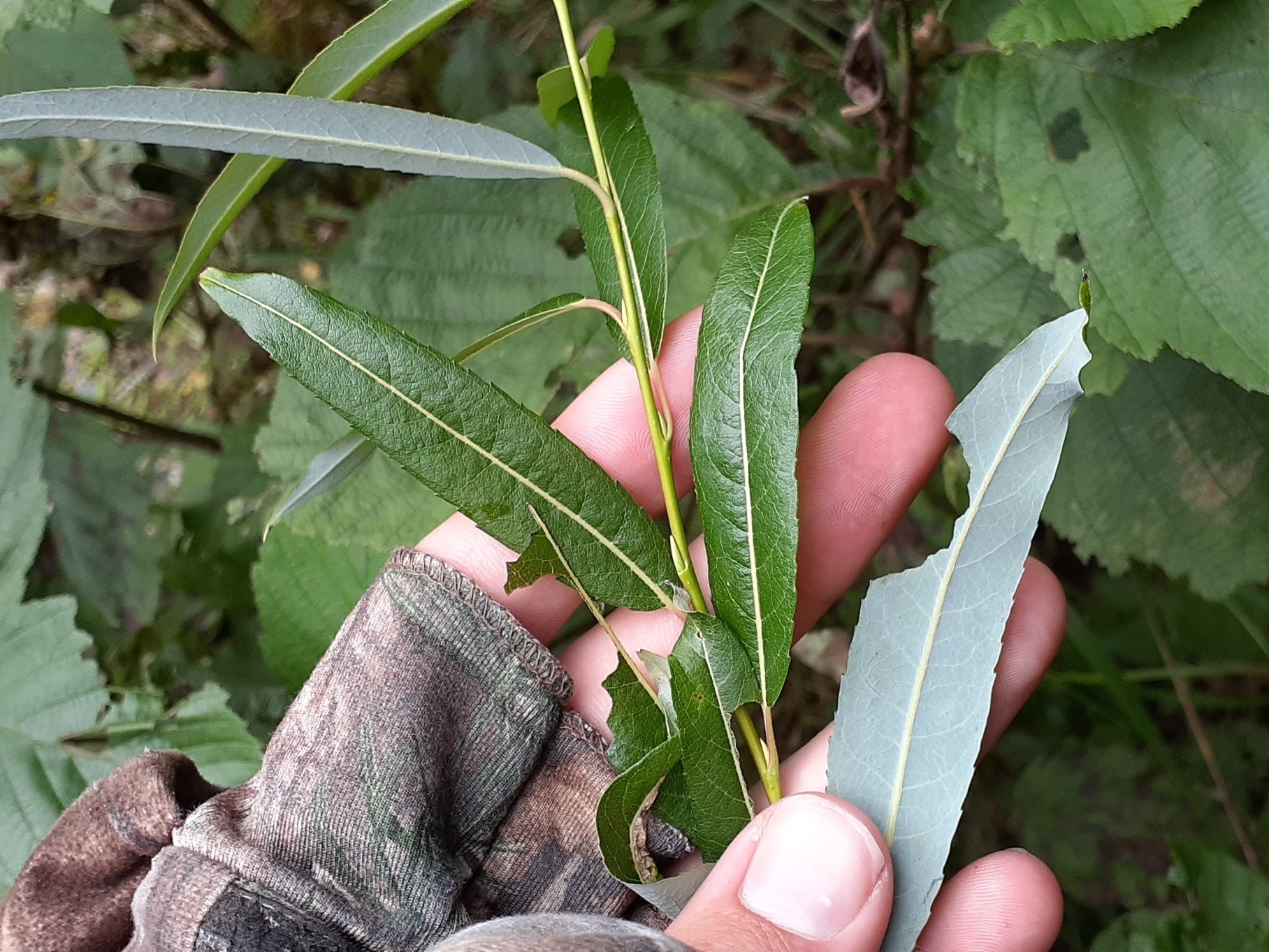
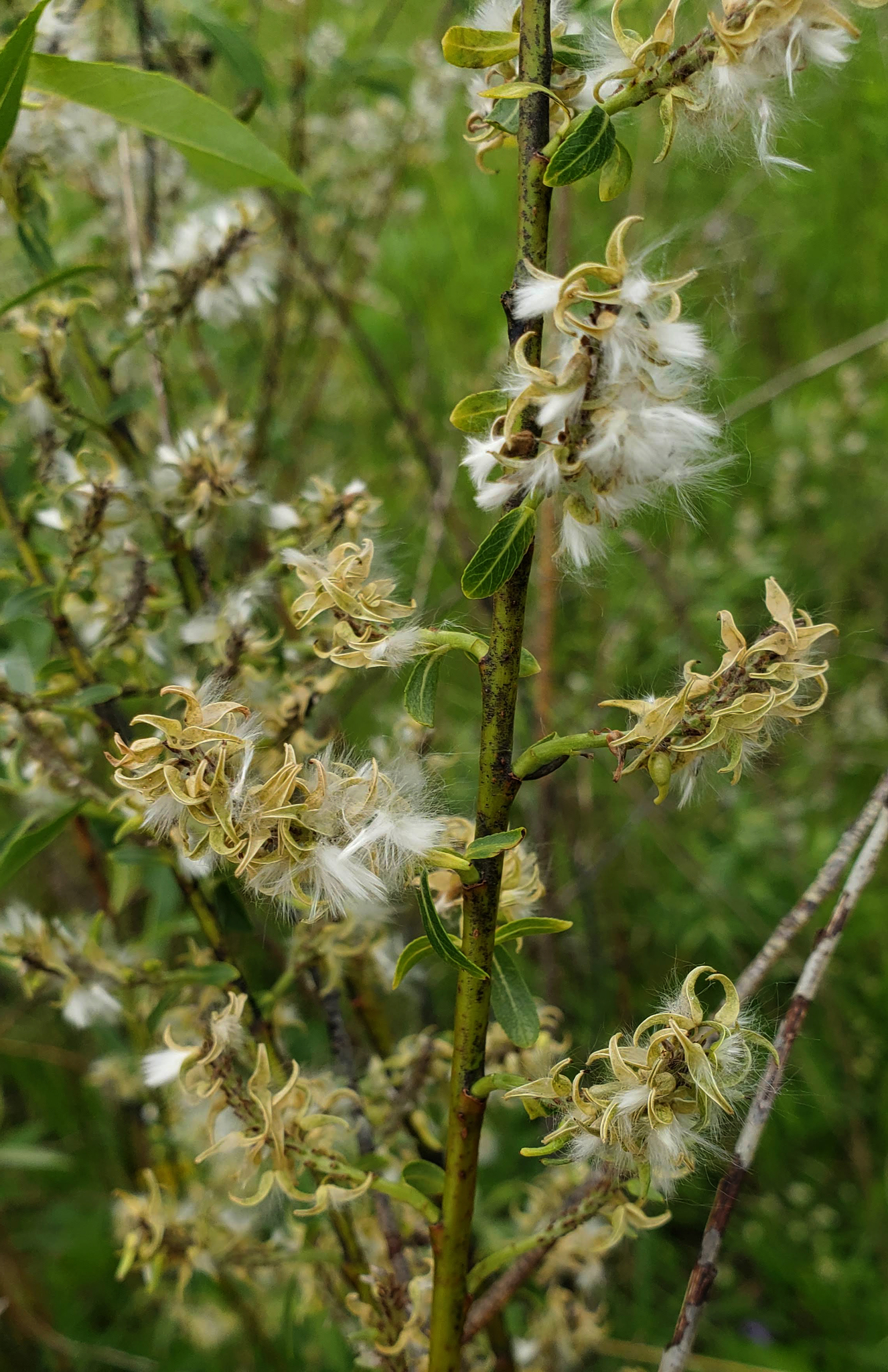